# Lacktafel
Lacktafeln wurden im 17. Jahrhundert zur Dekoration von Möbeln verwendet und aus dem Fernen Osten nach Frankreich eingeführt. Auf diese Tafeln wurde ein dickflüssiges, einfarbiges Harz in mehreren, aufeinander folgenden Gängen aufgetragen. Getrocknet und poliert bildet es eine zwei bis drei Millimeter dicke Schicht. Darauf zeichnete der Künstler mit Hilfe einer feinen Holz- oder Eisenspitze das Schmuckmotiv in leichtem Relief.

## Asiatische Lacktafeln
Die japanischen Lacktafeln sind zart, harmonisch, ihr Goldglanz ist sehr schön, die Untergründe sind rot und schwarz. Moorlandschaften, Tempel, von Brücken überspannte Flüsse, Bäume sind in sehr feiner Weise ausgeführt.
Die chinesische Lacktafeln behandeln dieselben Themen, sind aber überladener.

## Martinlackierungen
Von 1660 an versuchten die französischen Handwerker die Lacktafel nachzuahmen. Aber erst Mitte des 18. Jahrhunderts gelang es den Brüdern Martin, ein Verfahren für die Möbelherstellung zu entwickeln. Diese Martinlackierung erreichte aber nie den Glanz und die Haltbarkeit der fernöstlichen Lacktafeln.

## Einzelbelege
1. ↑  Marianne Webb: Lacquer: Technology and Conservation. Butterworth-Heinemann, 2000, ISBN 0-7506-4412-5, ISBN 978-0-7506-4412-9 (teilweise einsehbar).
2. ↑  Rong Lu, Tetsuo Miyakoshi: Lacquer Chemistry and Applications. Elsevier, 2015, ISBN 0-12-803610-9, ISBN 978-0-12-803610-5 (teilweise einsehbar).